# Cipollina
La cipollina è una delle specialità della cucina catanese.
Si tratta di pasta sfoglia farcita con un composto di cipolla, salsa di pomodoro, mozzarella e prosciutto cotto.

## Preparazione
Tagliare a striscioline le cipolle e cuocerle in una padella con un po' d'olio.

Fatte appassire a fuoco basso, aggiungere un pomodoro e uno spicchio d'aglio, qualche foglia di basilico. Fare cuocere qualche minuto.

Dopodiché prendere la pasta sfoglia e tagliarla in forma rettangolare, dopo aver inserito centralmente la salsa appena composta e un po' di mozzarella, richiudere la sfoglia congiungendo i vertici del rettangolo verso il centro.
A questo punto basta infornare.